# Монтаг, Джемайма
Джемайма Монтаг (англ. Jemima Montag) − австралийская легкоатлетка, бронзовая призёрка летних Олимпийских игр 2024 года, серебряная призёрка чемпионата мира 2023 года и двукратная победительница Игр Содружества. Участница летних Олимпийских игр 2020 года в Токио.

## Биография
Родилась 15 февраля 1998 года в еврейской семье. С семилетнего возраста начала заниматься лёгкой атлетикой.  Изучает науку в Мельбурнском университете, работает в компании, которая доставляет продукты питания малообеспеченным семьям.
Монтаг была зачислена в сборную Австралии на Игры Содружества 2018 года, где завоевала серебряную медаль в спортивной ходьбе на дистанции 20 км.
На Олимпийских играх 2020 в Токио на дистанции 20 км, со временем 1:30:39 стала шестой.
На Играх Содружества в 2022 году в спортивной ходьбе на 10 километров праздновала победу.
В 2023 году на чемпионате мира по лёгкой атлетике, который состоялся в Будапеште, австралийская спортсменка, в спортивной ходьбе на 20 километров с результатом 1:27:16 стала серебряной медалисткой чемпионата мира.
На летних Олимпийских играх 2024 года в Париже, австралийская спортсменка завоевала бронзовую олимпийскую медаль, преодолев дистанцию в 20 километров за 1:26:25.